# Аутари
Аутари, (на латински: Authari, Adlari Flavius, * ок. 540; † 5 септември 590, Павия) е крал на лангобардите през 584 – 590 г.

## Произход и управление
Той е син на крал Клеф и на Анзане. Когато баща му умира през 574 г., лангобардските херцози се съпротивляват да изберат наследник на короната и се стига до 10-годишен Интерегнум. Едва през 584 г., когато Италия е заплашена от съюза между франките и Византия, те се съгласяват да изберат Аутари за крал на лангобардите. Той обявява Гундоалд, брат на съпругата си Теодолинда, за херцог на град Асти.
На 15 май 589 г. Аутари се жени за Теодолинда († 628), принцеса – католичка от династията на Агилолфингите, дъщеря на херцога на Бавария Гарибалд I и на Валдерада. Преди това тя е сгодена за краля на франките Хилдеберт II, но заради Брунхилда годежът е развален.
Към края на царуването си Аутари успява да отблъсне нападението на франките.
Умира на 5 септември 590 г. в Павия. Предполага се, че е отровен. Теодолинда се омъжва за втори път за херцога на Торино Агилулф, който наследява Аутари.

## Деца
Аутари и Теодолинда имат една дъщеря:
- Гундеперга, лангобардска кралица (625 – 652).